# Związek Południowej Afryki na Igrzyskach Imperium Brytyjskiego 1934
Związek Południowej Afryki wystartował na Igrzyskach Imperium Brytyjskiego w 1934 roku w Londynie jako jedna z 16 reprezentacji. Była to druga edycja tej imprezy sportowej oraz drugi start południowoafrykańskich zawodników. Reprezentacja zajęła czwarte miejsce w generalnej klasyfikacji medalowej igrzysk, zdobywając 7 złotych, 9 srebrnych i 5 brązowych medali. Reprezentanci ZPA startowali we wszystkich dyscyplinach podczas tych igrzysk.

## Medale
| Dyscyplina    | Złoto | Srebro | Brąz | Razem |
| ------------- | ----- | ------ | ---- | ----- |
| Lekkoatletyka | 5     | 5      | 1    | 11    |
| Boks          | 1     | 1      | 1    | 3     |
| Zapasy        | 1     | -      | -    | 1     |
| pływanie      | -     | 2      | -    | 2     |
| Kolarstwo     | -     | 1      | 2    | 3     |
| Bowls         | -     | -      | 1    | 1     |
| Razem         | 7     | 9      | 5    | 21    |

## Medaliści
Boks
- Charles Catterall - waga piórkowa
- Dick Barton - waga półśrednia
- Robey Leibbrandt - waga półciężka

 Bowls
- Andrew Harvey - turniej singlowy

 Kolarstwo
- Ted Clayton - scratch na 10 mil
- Ted Clayton - jazda indywidualna na czas 1000 metrów
- Ted Clayton - sprint na 1000 metrów

 Lekkoatletyka
- Edwin Thacker - skok wzwyż mężczyzn
- Harry Hart - pchnięcie kulą mężczyzn
- Harry Hart - rzut dyskiem mężczyzn
- Marjorie Clark - bieg na 80 metrów przez płotki kobiet
- Marjorie Clark - skok wzwyż kobiet
- Marthinus Theunissen - bieg na 100 jardów mężczyzn
- Marthinus Theunissen - bieg na 220 jardów mężczyzn
- Willie Botha - bieg na 880 jardów mężczyzn
- Johann Luckhoff - skok w dal mężczyzn
- Harry Hart - rzut oszczepem mężczyzn
- Johann Luckhoff - rzut oszczepem mężczyzn

 Pływanie
- Jenny Maakal - 400 jardów stylem dowolnym kobiet
- Jenny Maakal, Enid Hayward, Kathleen Russell, Molly Ryde - sztafeta 4 x 110 jardów stylem dowolnym kobiet

 Zapasy
- Mick Cubbin - waga półciężka